# 李壎
李壎（？年—？年），雲南大理府太和縣人，由丙午科副榜，註選州判，加捐分發試用，嘉慶五年八月署四川順慶府岳池縣知縣。是一位政治人物，明清時曾在四川順慶府岳池縣（位於今四川東北部，武周萬歲通天二年分南充、相如二縣置，是一個千年古縣）擔任官吏。